# ヘブライ文字
ヘブライ文字（ヘブライもじ、ヘブライ語: אלפבית עברי アレフベート・イヴリー、ヘブル文字とも）とは、主にヘブライ語を表記するための文字である。ほかにイディッシュ語などの表記にも用いられる。
現代のヘブライ文字は、アラム文字より派生したアブジャドの一種で、右書き（右から左に）で書く。ヘブライ語の話者はヘブライ文字をアレフベートと呼ぶ。22文字の子音文字からなる表音文字で、うち k、m、n、p、ṣ の5つの文字に非語末形と語末形（ソフィート）の区別があるため、27文字になっている。

## 文字

### 時代による発音の違い
ヘブライ語は長い時代に広い地域で使われてきたため、発音には時代差・地域差が大きい。アシュケナジム式ヘブライ語、セファルディム式ヘブライ語、イエメン式ヘブライ語などでさまざまに異なる発音がなされるが、ここでは中世のティベリア式発音と現代イスラエルの標準的発音についてのみ述べる。
聖書が書かれた紀元前1千年紀のヘブライ語の発音は不明な点が大きい。フェニキア文字は22の子音を区別するが、当時のヘブライ語はそれよりも多くの子音があったため、1つの文字が複数の音を表していた（多音性）。ヘレニズム時代までは少なくともヘット(ח)、アイン(ע)、シン(ש)に2種類の音が割り当てられていたと考えられている。
ティベリア式発音では、これらの子音のうちシン(ש)の2種類の音の区別のみが残っており、ラテン文字ではそれぞれšおよびśと翻字される。後者は現在ではサメフ(ס)と同音になっているが、古くは別の無声歯茎側面摩擦音/ɬ/のような音であったと考えられている。
ティベリア式発音ではまた、/p/,/t/,/k/,/b/,/d/,/g/ の6子音はその位置により異なって発音された。おおまかに言って、語頭あるいは重子音になったときに破裂音になり、母音に後続した場合（重子音の場合を除く）には摩擦音 /f/,/θ/,/x/,/v/,/ð/,/ɣ/ で発音されていた。これらのうち、現代ヘブライ語では /f/,/v/,/x/ のみが摩擦音化する。
上記の歴史的な理由から、通常/f/は語頭に出現しないし、/p, b/が語末に来ることもない。しかし現代ヘブライ語では「פנטי」（fanati「狂信的な」、英語fanatic）のような外来語に語頭のfが出現することがある。
ティベリア式発音ではヴァヴ(ו)は半母音の /w/ だったが、現代では摩擦音/v/になっている。
ティベリア式発音ではセム語に特徴的な強勢音があり、テット(ט)は /tˤ/、ツァディ(צ)は /sˤ/、そしてクフ(ק)は /q/ であったが、現代語ではそれぞれ /t, ts, k/ になった。ヘット(ח)は同じくセム語に特徴的な無声咽頭摩擦音/ħ/、アイン(ע)は有声咽頭摩擦音/ʕ/であったが、これらもそれぞれ無声軟口蓋摩擦音 /x/、声門破裂音 /ʔ/（または無音）に変化した。
これらの音声変化の結果、現代語では複数の文字が同音になっており、文字と音声の関係は複雑化している。

### 文字表
現代ヘブライ文字の基本字母はいずれも子音を表し、22字がある。うち、5字(כ מ נ פ צ)は、語末にのみ使われる特別の字形（ソフィート）をもっているため、合計すると27字になる。各文字とその読み・発音は、以下の通り。
| 名称                                      | 字母 | 語末形 | 筆記体 | 筆記体 | 数価 | ティベリア式発音 | 現代の発音 |
| ----------------------------------------- | ---- | ------ | ------ | ------ | ---- | ---------------- | ---------- |
| ʾālep̄ アレフ（alef）                      | א    |        |        |        | 1    | ʾ /ʔ/            | /ʔ/、ゼロ  |
| bēṯ ベート、ヴェート（bet）               | ב    |        |        |        | 2    | b /b/, ḇ /v/     | /b/, /v/   |
| gimel ギメル（gimel）                     | ג    |        |        |        | 3    | g /ɡ/, ḡ /ɣ/     | /ɡ/        |
| dāleṯ ダレット（dalet）                   | ד    |        |        |        | 4    | d /d/, ḏ /ð/     | /d/        |
| hē ヘー（he）                             | ה    |        |        |        | 5    | h /h/            | /h/        |
| wāw （vav）ヴァヴ                         | ו    |        |        |        | 6    | w /w/            | /v/        |
| zayin ザイン（zayin）                     | ז    |        |        |        | 7    | z /z/            | /z/        |
| ḥēṯ ヘット （chet）                       | ח    |        |        |        | 8    | ḥ /ħ/            | /x/        |
| ṭēṯ テット （tet）                        | ט    |        |        |        | 9    | ṭ /tˤ/           | /t/        |
| yōḏ ユッド（ヨッドとも）（yod）           | י    |        |        |        | 10   | y /j/            | /j/        |
| kap̄ カフ、ハフ（kaf）                     | כ    | ך      |        |        | 20   | k /k/, ḵ /x/     | /k/, /x/   |
| lāmeḏ ラメッド（lamed）                   | ל    |        |        |        | 30   | l /l/            | /l/        |
| mēm メム （mem）                          | מ    | ם      |        |        | 40   | m /m/            | /m/        |
| nūn ヌン （nun）                          | נ    | ן      |        |        | 50   | n /n/            | /n/        |
| sāmeḵ サメフ（samekh）                    | ס    |        |        |        | 60   | s /s/            | /s/        |
| ʿayin アイン（ayin）                      | ע    |        |        |        | 70   | ʿ /ʕ/            | /ʔ/, ゼロ  |
| pē ペー、フェー（pe）                     | פ    | ף      |        |        | 80   | p /p/, p̄ /f/     | /p/, /f/   |
| ṣāḏēh ツァディ（ツァディクとも）（tsadi） | צ    | ץ      |        |        | 90   | ṣ /sˤ/           | /ts/       |
| qōp̄ クフ（コフとも）（qof）               | ק    |        |        |        | 100  | q /q/            | /k/        |
| rēš レーシュ （resh）                     | ר    |        |        |        | 200  | r /ɾ/            | /ʁ/        |
| šīn シン、スィン （shin）                 | ש    |        |        |        | 300  | š /ʃ/, ś /s/     | /ʃ/, /s/   |
| tāw タヴ （tav）                          | ת    |        |        |        | 400  | t /t/, ṯ /θ/     | /t/        |

ב ג ד כ פ ת の6字は、破裂音(b g d k p t)と摩擦音(ḇ ḡ ḏ ḵ p̄ ṯ)の2種類の音があるが、現代のヘブライ語で区別されるのはこのうちב כ פ の3音のみである。ニクードが使われた時、破裂音はダゲッシュと呼ばれる内部の点で示される(בּ גּ דּ כּ פּ תּ)。現代語で区別される3音のうち、בの摩擦音としての発音はוと同音、כの摩擦音としての発音はחと同じである。
שには/ʃ/と/s/の2つの音があり、単語によって区別されるが、/ʃ/の音の方がより多く出現する。ニクードを使用した場合、/ʃ/ならば右上に点をつけ(שׁ)、/s/ならば左上に点をつける(שׂ)。/s/の音はסと同音になる。
ヘブライ文字には強勢音を表す文字（ṭ (ט), ṣ (צ), q (ק)）があったが、現代ではそれぞれ単に /t/, /ts/, /k/ と発音される。このためטはתの破裂音としての発音と、ק は כ の破裂音としての発音と同音になっている。

### 文字の順序
ヘブライ文字の順序は、北西セム諸語に共通のものであり、北西セム順とも呼ばれる。ほぼ同じ並びがウガリット文字にも見えている。
聖書の「詩篇」、「箴言」、「哀歌」では、各詩節がヘブライ文字の各文字ではじまるように作られているものがある。これによってヘブライ文字の古い順序がわかる。
しかし、現在の順序と少し異なっているものがある。とくに詩篇の第10番、哀歌の第2・3・4章ではペーがアインよりも先に来ている。同じ特徴が紀元前1200年ごろのものと言われるʿIzbet Ṣarṭahのオストラコン（左から右へ書かれている）にも見えており、なぜこのような揺れが存在するのかはよくわからないが、2005年に発見されたTel Zayitの石刻（紀元前10世紀ごろ）でも同様であり、あるいはこちらの方がより古い順序だったのかもしれない。
詩篇の25番や34番では、タヴの後ろにもう1つペーからはじまる詩節があり、学者によっては外来語用に追加した文字があったと考える。リチャード・スタイナーはイランやギリシアからの借用語のために強調音のṗがあったと主張している。

### 外来語の表記
現代ヘブライ語では外来語を表すために伝統的なヘブライ語に存在しない子音が使用され、それぞれ以下のように表記される。/w/は/v/と表記上区別されない。
| 子音 | tʃ | dʒ | ʒ  | w |
| 表記 | צ׳ | ג׳ | ז׳ | ו |

## ニクード
ニクード（ニクダーとも）は6世紀以降のマソラ学者によって発達した、正確な読みを記述するためのダイアクリティカルマークである。これらは通常の表記には用いられず、聖書のテクスト以外では教育・説明用のテキストでのみ用いられる。
子音の区別に用いられるニクードは以下のものがある。
- ダゲッシュと呼ばれる文字の中に打つ点は、b g d k p t について破裂音であることを示すか、または重子音を示す
- マピック（形はダゲッシュと同じ）は、語末の h について、その字が準母音ではなく発音されることを示す(הּ)
- ラフェは文字の上に引く横線で、逆にダゲッシュまたはマピックがないことを示し、とくに摩擦音であることを示す。正確を期する写本に使われていたが、現代の印刷された聖書では摩擦音であることを特記する必要のある箇所にのみ使われる[12]。イディッシュ語のYIVO方式の正書法ではラフェが使用される[13]
- シン(ש)の2種類の発音を区別するための点がある(שׁ /ʃ/, שׂ /s/)

母音の表記には、古くは子音のためのいくつかの文字（y, w, h）を母音を表すために転用することが行われた（準母音と呼ぶ）。しかし準母音表記は母音を表すには完全なものとは言えなかった。現在使われる標準的な記号はヘブライ語のティベリア式発音を示したものだが、この方式は7つの（完全な）母音と4つの短い母音の、合計で11種類の母音を示している。しかし、現代ヘブライ語は5母音のみで長短の区別もないことや、シェバーを発音するかどうかが中世と現代で異なるなどの理由のために、記号と実際の発音との関係は複雑なものになっている。
一覧で示すと以下のようになる（便宜的に記号は子音字מの下につけてある）。
| 準母音なし | y,wつき | hつき | ティベリア式 | 現代      | 記号名                                       |
| ---------- | ------- | ----- | ------------ | --------- | -------------------------------------------- |
| מִ i, ī     | מִי î    |       | /i, iː/      | /i/       | ヒリック                                     |
| מֵ ē        | מֵי ê    | מֵה ēh | /eː/         | /e/       | ツェーレー                                   |
| מֶ e        | מֶי ệ    | מֶה eh | /ɛ, ɛː/      | /e/       | セゴール                                     |
| מַ a        |         |       | /a, aː/      | /a/       | パタフ                                       |
| מָ ā, o     |         | מָה â  | /ɔː, ɔ/      | /a, o/    | カマツ                                       |
| מֹ ō        | מוֹ ô    | מֹה ōh | /oː/         | /o/       | ホラム                                       |
| מֻ u, ū     | מוּ û    |       | /u, uː/      | /u/       | クブツ（準母音なし）、シュルク（準母音あり） |
| מֱ ĕ        |         |       | /ɛ/          | /e/       | ハタフ・セゴール                             |
| מֲ ă        |         |       | /a/          | /a/       | ハタフ・パタフ                               |
| מֳ ŏ        |         |       | /ɔ/          | /o/       | ハタフ・カマツ                               |
| מְ ə, ゼロ  |         |       | /ə/,ゼロ     | /e/, ゼロ | シェバー                                     |

注：
- 有声のシェバーは上つきの小さなeで翻字されることも多い（例：קְטֹל qᵉṭōl）。ハタフも同様に小さく記されることがある。
- 語末の喉音にaの記号（パタフ）がついている場合(חַ עַ הַּ)、母音aは子音より前に発音される。これを潜入パタフと呼ぶ。
- ホラムにはいくつかの例外的な書き方がある。
  - 準母音ヴァヴを伴わないホラム（ホラム・ハセル）は子音の左上に点を打つが、ヴァヴを伴う場合はヴァヴの真上に点を打つ（ホラム・マレー）。
  - ホラム・ハセルは、シン(שׁ)の前では書かれない。スィン(שׂ)にホラム・ハセルがつく場合も何も書かれない。
  - ホラムの後ろに発音しないアレフが続く場合、ホラムはアレフの右上に置かれる。
  - ヴァヴにホラム・ハセルがついた場合（現代語では「vo」のように発音される）、印刷によってはホラム・マレーと同形になるが、区別される（ヴァヴの左上に点を打つ）こともある。
- uの音を表すには、準母音ヴァヴがない場合は子音の下にクブツを書く。ヴァヴがある場合は、ヴァヴの中にダゲッシュと同じように点を打ち、これをシュルクと呼ぶ。
- カマツは現代語でaと発音されることが普通だが（カマツ・ガドール）、一部の語ではoと発音される（カマツ・カタン）。
- シェバーは母音が続かないことを示す場合（シェバー・ナフ）と、発音される場合（シェバー・ナア）がある。

## 朗読用記号など

赤がニクード、青がタアメー・ハミクラー（右からムナッハ、レビア、カドマ、ゲレシュ）

聖書には、ニクードとは別に朗読を補助するための記号であるタアメー・ハミクラー(טעמי המקרא)が付されている。タアメー・ハミクラーは数十種類のものがあるが、以下の3つの働きがある。
1. 朗読する時の節回しを示す。一種の音符だが、現代ではほとんど無視される。
2. 多くの記号はアクセントのある位置に書かれるため、アクセントの位置を示す。
3. いくつかの記号は息の切れ目があることを示す（分離符）。または逆に続けて読むことを示す（結合符）。

ほかにメテグという縦棒が文字の下につけられることがあり、副アクセントを示す。

## 数字と記号
現代ヘブライ語ではアラビア数字を使用する（左から右へ書かれる）。いくつかの特定の用途では、ヘブライ文字に数価を割り当てて用いる（ヘブライ数字）。
句読点は現代ヘブライ語では西洋と同様のものを使用する。聖書ではソフ・パスークという節の終わりを表すコロンに似た形の記号があり(׃)、またスィルーク、エトナハ、ザケフなどの分離符が句切りの最後の単語の上下に使用される。
2つの語が緊密な関係にあることを表すために、マカフというハイフンに似た記号(־)で語どうしを結ぶことがある。
西洋のアポストロフィに似た機能を果たす省略記号は2種類ある。ゲレシュ(׳)は語の末尾に置かれて、そこから後ろが省略されていることを示す（例：「ישמאל」（イシュマエル）を「יש׳」と略す）。ゲレシュを重ねた形をしたゲルシャイム(״)は、単語の最後の字の前に置かれて、その語が略語であることを示す（例：תנ״ך タナハ）。ゲレシュはまた上記のように外来語の子音の表記にも使われるし、ヘブライ数字を通常の単語と区別するためにも用いられる。

## 歴史

### 古ヘブライ文字の時代
音素文字がどのように発明されたかは正確には明らかではないが、エジプトやシナイ半島から発見されたワディ・エル・ホル文字と原シナイ文字やパレスチナの原カナン文字などの文字の存在から、紀元前2000年ごろに発明されたと考えられる。充分な資料のある初期の音素文字には楔形のウガリット文字や、碑文に用いた南アラビア文字、古代北アラビア文字がある。そのうち、紀元前11世紀半ばには22文字からなる幾何学的な字形の文字が発達し、右から左へ安定して書かれるようになった。これをフェニキア文字と呼ぶ。
フェニキア文字は周辺のヘブライ語、モアブ語、アラム語などにも用いるようになった。これらの文字は時代を経るごとに形状が徐々に地域的な独自の変化を遂げるが、この時期のヘブライ文字を古ヘブライ文字 (Paleo‐Hebrew script)、ないし原始ヘブライ文字あるいは古代ヘブライ文字 (Ancient Hebrew script) などとも称する。この文字で書かれた出土資料として、古いものにはゲゼル・カレンダーなどがあるが、充分な資料が現れるのは紀元前9世紀以降である。

### 帝国アラム文字の借用
紀元前7世紀頃から新アッシリア帝国で行政言語としてメソポタミア全土で使用されるようになったアラム語は、続く新バビロニア帝国、ペルシア帝国においても行政言語・共通語の役割を担い、周辺の諸言語にも多大な影響を残している。その文字であるアラム文字（帝国アラム文字）は、古ヘブライ文字と同様にフェニキア文字から発達したものであるが、字形は速く書けるように曲線的で筆記体的な形に発達し、紀元前5世紀ごろには語末で特別な字形が発達した。この状態はエレファンティネ・パピルスのアラム語文書に見ることができる。
ユダヤ人はバビロン捕囚以降に、それまでの古ヘブライ文字にかわってアラム文字を受容した。このアラム文字に遷移した後のヘブライ文字を方形ヘブライ文字 (Square Hebrew script) または単に「方形文字」と称する。

### 方形ヘブライ文字の展開
ヘレニズム時代にはいると、中東の行政言語はギリシア語が帝国アラム語にとってかわった。その後もアラム語とアラム文字は使いつづけられたが、字形は統一されなくなり、地方ごとの変種が生じた。ヘブライ文字が独自の形を取るようになったのもこのときのことで、紀元前3世紀以降に独特の字形の発達を見ることができる。
ハスモン朝が成立する紀元前2世紀から紀元前1世紀に制作がはじまったと考えられるクムラン出土の死海文書などを見る限り、紀元前後のユダヤ人の文字は聖典、俗文書を問わずほぼアラム文字系である方形ヘブライ文字に移行したようであるが、死海文書中では神名である「YHWH」など若干の単語を古ヘブライ文字で書き分けている例が見られる。また後代のラビたちも古ヘブライ文字を「ヘブライ字（ketāb 'ibrī）」と称しているため、バビロニア捕囚後も一部古ヘブライ文字は生き続け、この時期には現行の「方形ヘブライ文字」と「古ヘブライ文字」との峻別・併用・使用上の差異が存在したとみて間違いないだろう。
いっぽう北イスラエル王国領であったサマリア地域では古ヘブライ文字が生き続け、紀元前3世紀頃には古ヘブライ文字に装飾的な要素を加えた独自のサマリア文字の祖形が出来上がったようである。中世のサマリア文字は死海文書中の古ヘブライ文字と近似している。

### 書体の変化
各地に離散したユダヤ人ごとに異なる書写の伝統があったが、聖書を筆写するためのヘブライ文字は古い書体を保ち続けた。これに対して注釈に使われる目的では行書的な書体が発達した。たとえば中世イタリアで発達したラシ書体 (Rashi script) が知られる。日常の目的のためには筆記体が発達した。現代の筆記体は、16-17世紀に中央ヨーロッパで使われはじめたアシュケナジムの筆記体から派生したものである。

## 非ヘブライ語系言語へのヘブライ文字の適用

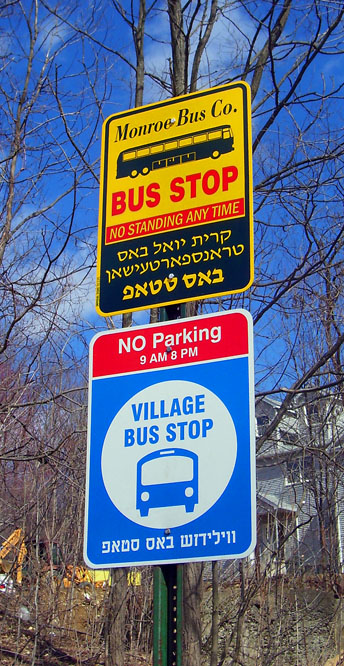
ニューヨーク州カーヤス・ジョエルの看板。英語とイディッシュ語。ニクードは使用せず

離散ユダヤ人はヘブライ語とアラム語だけでなく、各地でさまざまな言語を使用したが、とくに重要なものにイディッシュ語、ラディーノ語、ユダヤ・アラビア語群があり、いずれもヘブライ文字による表記が行われた。それぞれの言語を表記するために文字体系が拡張されている。
イディッシュ語は12世紀以来ヘブライ文字で書かれたが、正書法が統一されることはなく、さまざまな異なる綴り方が存在する。ヘブライ語・アラム語に由来する語は伝統的なつづり字を採用し、ドイツ語系の単語はドイツ語正書法に1対1で対応するように綴る「語源的」な綴り方と、実際のイディッシュ語の発音を反映した「形態音韻論的」な綴り方の対立がある。1936年に制定されて翌年出版されたYIVO（イディッシュ科学院）方式がおそらく最もよく使われている。YIVO方式は破裂音を表すダゲシュ、摩擦音を表すラフェ、スィンの点、および母音の読みを一意に区別するための記号を使用している。
イディッシュ語にあってヘブライ語にない子音は、摩擦音を表すラフェ記号を使ったり、二重音字によって表した。
| 子音 | tʃ | ʒ  | f | v     |
| 表記 | טש | זש | פֿ | וו‎, בֿ |

YIVO方式では準母音とニクードを組み合わせ、母音を完全に表記する。
| 母音 | a | o | i  | u  | e | ey  | ay | oy  |
| 語中 | אַ | אָ | י  | ו  | ע | יי  | ײַ  | וי  |
| 語頭 | אַ | אָ | אי | או | ע | איי | אײַ | אוי |

あいまいさを生じる可能性のある場合は点で区別される。例：וווּ vu, ייִ yi, ויִ ui など。

## 翻字
ヘブライ文字をラテン文字に翻字する方法には複数のものがある。学術的にはティベリア式発音に対応する翻字が使われることが多い。一方ティベリア式発音と大きく異なる現代ヘブライ語のための翻字については1950年代にヘブライ語アカデミーによる翻字方式が定められ、地理学的名称に関する国連専門家グループ(UNGEGN)はこの方式を1977年に採用した。アカデミーの翻字方式はその後2006年に改正され、2007年にUNGEGNにも採用された。旧方式と新方式の違いは以下の通りである。
- ו（子音として使われる場合）は「w」と書いていたのを「v」に改める。
- קは「q」と書いていたのを「k」に改める。
- צは「ẕ」と書いていたのを「ts」に改める。
- אとעはともに「'」と表記していたが、旧方式ではעを常に表記していたのに対し、新方式では語頭・語末では省略される。
- シェバー・ナアは実際に発音される場合にのみ書くように改める。

## コンピュータ

### 8ビットのコード
ヘブライ文字のための8ビットの文字コード国際規格にISO/IEC 8859-8がある。この符号化文字集合では文字および双方向テキスト処理のためのRLM/LRM（1999年に追加）を含んでいるが、ニクダーは含まれない。MS-DOSのコードページ862、Windowsコードページ1255もヘブライ文字用である。

### Unicode
Unicodeでは U+0590 - U+05FF、FB1D - FB40 に収録され、文字・合字・連結発音区別符号・句読点が含まれている。
| U+   | 0 | 1 | 2 | 3 | 4 | 5 | 6 | 7 | 8 | 9 | A | B | C | D | E | F |
| ---- | - | - | - | - | - | - | - | - | - | - | - | - | - | - | - | - |
| 0590 |   | ֑  | ֒  | ֓  | ֔  | ֕  | ֖  | ֗  | ֘  | ֙  | ֚  | ֛  | ֜  | ֝  | ֞  | ֟  |
| 05A0 | ֠  | ֡  | ֢  | ֣  | ֤  | ֥  | ֦  | ֧  | ֨  | ֩  | ֪  | ֫  | ֬  | ֭  | ֮  | ֯  |
| 05B0 | ְ  | ֱ  | ֲ  | ֳ  | ִ  | ֵ  | ֶ  | ַ  | ָ  | ֹ  | ֺ  | ֻ  | ּ  | ֽ  | ־ | ֿ  |
| 05C0 | ׀ | ׁ  | ׂ  | ׃ | ׄ  | ׅ  | ׆ | ׇ  |   |   |   |   |   |   |   |   |
| 05D0 | א | ב | ג | ד | ה | ו | ז | ח | ט | י | ך | כ | ל | ם | מ | ן |
| 05E0 | נ | ס | ע | ף | פ | ץ | צ | ק | ר | ש | ת |   |   |   |   |   |
| 05F0 | װ | ױ | ײ | ׳ | ״ |   |   |   |   |   |   |   |   |   |   |   |
| FB10 |   |   |   |   |   |   |   |   |   |   |   |   |   | יִ | ﬞ  | ײַ |
| FB20 | ﬠ | ﬡ | ﬢ | ﬣ | ﬤ | ﬥ | ﬦ | ﬧ | ﬨ | ﬩ | שׁ | שׂ | שּׁ | שּׂ | אַ | אָ |
| FB30 | אּ | בּ | גּ | דּ | הּ | וּ | זּ |   | טּ | יּ | ךּ | כּ | לּ |   | מּ |   |
| FB40 | נּ | סּ |   | ףּ | פּ |   | צּ | קּ | רּ | שּ | תּ | וֹ | בֿ | כֿ | פֿ | ﭏ |

注：װ ױ ײ のコードはイディッシュ語で用いられた。ヘブライ語では用いられなかった。
このほかに、双方向テキストを処理するための RLM / LRM などの記号を使用する。聖書ヘブライ語ではさらにゼロ幅非接合子(ZWNJ)や図形素結合子(CGJ)が必要になる場合がある。

### キーボード
Windowsにおけるヘブライ語キーボード。
赤字（ニクード）は、（Shift+Caps Lockで）Caps Lockにした状態から、Shiftを押しながらで入力できる。（その際は、他の字母もShiftを押しながら入力することになる。）
しかしこの方法によるニクードの入力は煩わしいものだった。Windows 8以降は従来のキーボードに加えて新しい「Hebrew (Standard)」キーボードが導入され、AltGrと1文字の組み合わせで入力できるようになった（たとえば、AltGr+פ でパタフが入力される）。

## その他
音声学において、ヘブライ文字の名称が国際音声記号の呼び名として使用されているものがある。（例：ヨッド、シュヴァーなど）